# Fabronische Sprachen

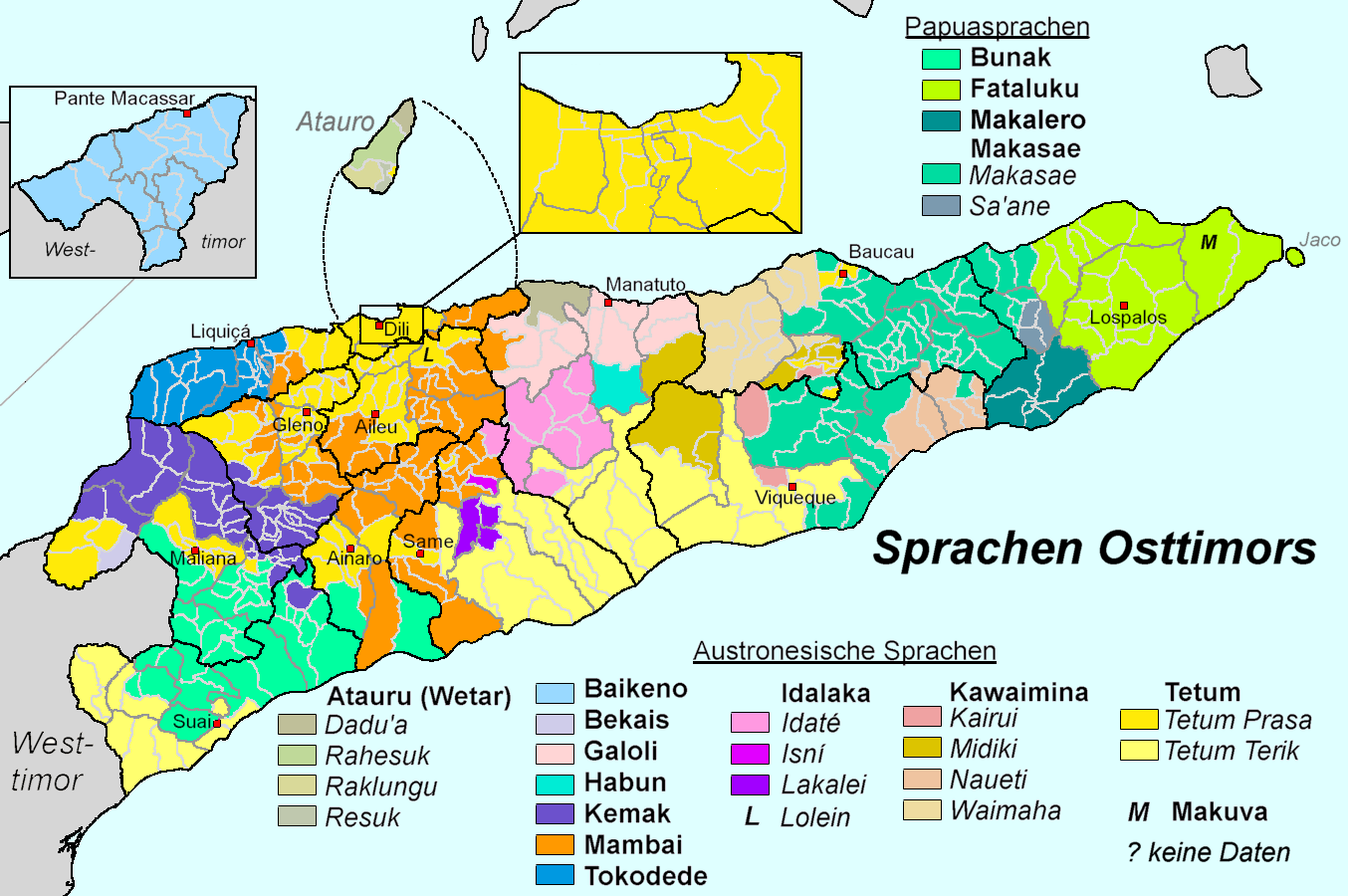
Die größten Sprachgruppen in den Sucos Osttimors.

Zu den fabronischen Sprachen (auch Extra-Ramelaisch genannt) gehören mehrere austronesische Sprachen, die auf Timor und einigen Nachbarinseln gesprochen werden. Die Bezeichnung wurde aufgrund der genetischen Verwandtschaft der Sprachen zu Binongko auf den Inseln Tukang Besi gewählt. Diese Inseln werden auf Latein Fabronum Insulae genannt. Binongko spaltete sich vom Alt-Butonesisch ab, die Ursprungssprache der Timorsprachen.

## Einordnung und Eigenschaften
Zusammen mit den ramelaischen Sprachen bilden die fabronischen Sprachen die Sprachfamilie der Timorsprachen. Sie sind Teil des Timor-Flores-Zweigs und gehören als zentral-malayo-polynesische Sprachen zu den malayo-polynesischen Sprachen. Zu den fabronischen Sprachen gehören Wetar (Atauru), Bekais, Galoli, Habun, Helong, Luang, Makuva, Rotinesisch, Tetum und Uab Meto (Dawan, inklusive Baikeno). Zu Kawaimina werden die Sprachen Kairui, Waimaha, Midiki und Naueti zusammengefasst.
Ethnologue ordnet auch Galoli zu den östlichen, ramelanischen Sprachen. Sie wird aber von Geoffrey Hull, einem führenden Experten der Timorsprachen zu den fabronischen Sprachen gezählt.
Im Gegensatz zu den ramelaischen Sprachen ist das Vokabular der fabronischen Sprachen weitgehend ursprünglich und wurde nicht von Sprachen beeinflusst, deren Gebiete diese Sprachen übernahmen.

## Einzelsprachen und Sprecheranzahl
Die Angaben beziehen sich auf die Volkszählung in Osttimor. Zahlen für die indonesischen Sprachgebiete sind nur teilweise verfügbar.
- West:
  - Helong: im Westen Timors.
  - Rotinesisch (Rote): auf der Insel Roti und im Westen Timors.
    - Bilba
    - Dengka
    - Lole
    - Ringgou
    - Dela-Oenale
    - Termanu
    - Tii: auf der Insel Roti

  - Uab Meto (Baikeno): 62.201 Sprecher in Osttimor, insgesamt etwa 600.000. Westtimor, inklusive der osttimoresischen Exklave Oe-Cusse Ambeno.
- Zentral:
  - Bekais: 3.887 Sprecher. Im osttimoresischen Verwaltungsamt Balibo und jenseits der Grenze in Westtimor.
  - Tetum: 449.085 Sprecher in Osttimor, zusammen mit Westtimor etwa 900.000 Sprecher.
    - Tetum Prasa: 385.269 Sprecher in Osttimor. Amtssprache in Osttimor, als Muttersprache vor allem in den Gemeinden Dili und Ermera und den größeren Orten.
    - Tetum Terik: 63.519 Sprecher in Osttimor. Vor allem an der Südküste Osttimor und Westtimor.
    - Tetum Belu: in Westtimor.
    - Nanaek: 297 Sprecher. In der osttimoresischen Gemeinde Dili.
- Nord:
  - Galoli: 13.066 Sprecher. Vor allem im Westen der osttimoresischen Gemeinde Baucau und im Norden der Gemeinde Manatuto
  - Wetar:
    - auf der indonesischen Insel Wetar:
      - Aputai: in den Dörfern Ilputih und Lurang an der Küste Wetars.
      - Ili'uun: in den Dörfern Telemar, Karbubu, Klishatu, Ilmaumau, Erai (Eray), Nabar und Esulit am Westende Wetars und im Dorf Istutun auf der Insel Liran.
      - Perai: in den Dörfern Uhak und Moning an der Nordküste Wetars.
      - Talur: in den Dörfern Ilputih(a) und Ilwaki im südlichen Zentrum Wetars.
      - Tugun: in den Dörfern  Mahuan, Masapun, Tomliapat, Ilpokil, Kahailin, Ilway und Arwala am Südostende Wetars.

    - in Osttimor (Atauru): 8.400 Sprecher.
      - Dadu'a: 3.146 Sprecher. In den osttimoresischen Gemeinden Dili und Manatuto.
      - Rahesuk: 1.015 Sprecher. Im Norden der Insel Atauros.
      - Raklungu: 2.220 Sprecher. Im Südwesten Atauros.
      - Resuk: 1.691 Sprecher. Im Südosten Atauros.
- Ost:
  - Habun: 2.741 Sprecher. Vor allem in der osttimoresischen Gemeinde Manatuto und im Westen der Gemeinde Viqueque.
  - Kawaimina: 49.096 Sprecher.
    - Kairui: 5.993 Sprecher. In den osttimoresischen Gemeinden Viqueque, Baucau und Manatuto.
    - Waimaha: 18.467  Sprecher. Im Westen der osttimoresischen Gemeinde Baucau.
    - Midiki: 9.586 Sprecher. In den osttimoresischen Gemeinden Viqueque, Baucau und Manatuto.
    - Naueti: 15.045 Sprecher. Im Osten der osttimoresischen Gemeinde Viqueque.

  - Luang: 18.000 Sprecher. auf der indonesischen Insel Luang.
  - Makuva (Makuwa, Maku'a, Lovaia, Lovaea): 56 Sprecher. In der osttimoresischen Gemeinde Lautém.